# اس‌اس استتندام (۱۹۹۸)
اس‌اس استتندام (۱۹۹۸) (به انگلیسی: SS Statendam (1898)) یک کشتی بود که طول آن ۵۱۵ فوت ۳ اینچ (۱۵۷٫۰۵ متر) بود. این کشتی در سال ۱۸۹۸ ساخته شد.